# Galium oreophilum
Galium oreophilum är en måreväxtart som beskrevs av Franz Xaver Krendl. Galium oreophilum ingår i släktet måror, och familjen måreväxter. Inga underarter finns listade i Catalogue of Life.